# Каран Василь Талемонович
Кара́н Василь Талемонович (нар. 28 грудня 1938, Київ) — спортивний тренер-викладач. Заслужений тренер України (1993).
Закінчив Київський інститут фізичної культури 1966. Працював тренером-викладачем спортивного клубу «Темп» у Києві (1962—1986), від 1986 — у Дитячо-юнацькій спортивній школі № 17 в Києві. Нині тренер з легкої атлетики (біг) Спортивного клубу Відкритого міжнародного університету розвитку людини «Україна».
Серед вихованців: Тетяна Петлюк (Заслужений майстер спорту України), О. Сторчова (Призерка Кубка Європи), К. Громадський (чемпіон Європи), Лідія Соловйова (призерка Паралімпійських ігор і Заслужений майстер спорту України).